# Сан-Хосе (Альмерія)
Сан-Хосе (ісп. San José) — рибальський порт у муніципалітеті Ніхар. Його населення в 2011 році становило 1012 жителів.
За останні роки Сан-Хосе переживає збільшення числа відвідувачів і є популярним під час весняних та літніх місяців.